# Liste des évêques d'Orense

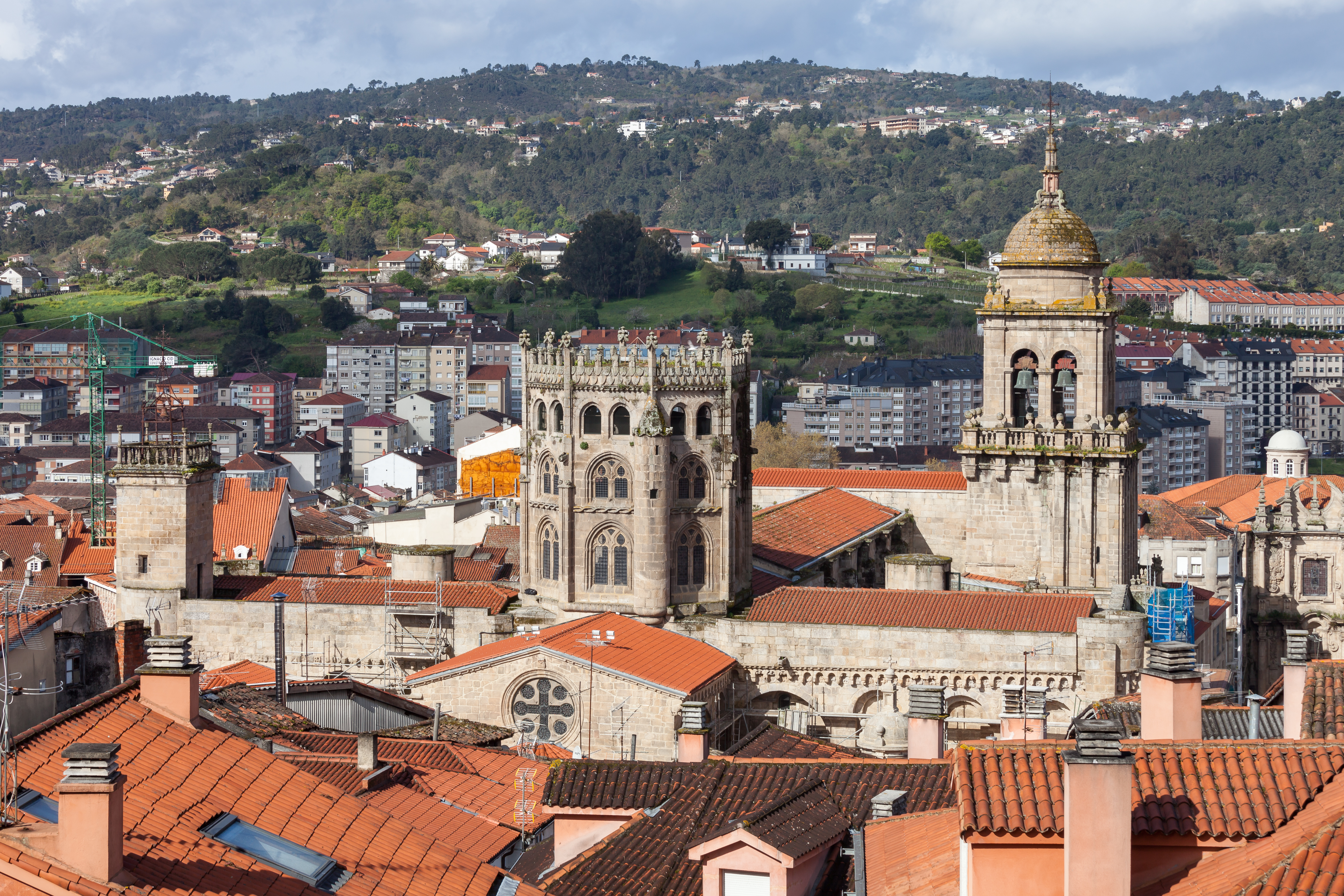
La cathédrale Saint-Martin d'Orense.

Liste des évêques du diocèse d'Orense (Espagne) du VIe siècle à aujourd'hui :

## Évêques connus depuis lesecond concile de Braga
- Witimiro (vers 570)
- Lupato (vers 589)
- Theodor (vers 610)
- David (vers 633 jusqu'à 638)
- Gaudisteo (vers 646 jusqu'à 650)
- Somna (vers 653 jusqu'à 655)
- Alario ou Hilario (vers 675 jusqu'à 683)
- Maydo (-802)
- Adulfo (vers 820)
- Sebastian (877-881)
- Genserico (vers 884)
- Sumna (886-890)
- Egila (vers 900)
- Esteban (vers 905)
- Heiliger Asurio (vers 915-922)
- Diego I. (942-958)
- Freduífo (962)
- Gonzalo (964)
- Diego II. (974-977)
- Vimarano (vers 986)

## Évêques du diocèse suffragant de l'archidiocèse de Braga
- Edoronio (1071-1088)
- Pedro (1088-1096)
- Diego III. (1100-1132)
- Martín (1132-1156)
- Pedro Seguín (1157-1169)
- Adán (1169-1173)
- Alfonso (1174-1213)
- Fernando Méndez (1213-1218)
- Lorenzo (1218-1248)
- Juan Díaz (1249-1276)
- Pedro Yáñez de Novoa (1286-1308)
- Rodrigo Pérez (1310)
- Gonzalo Daza y Osorio (1311-1319)
- Gonzalo Pérez de Novoa (1320-1332)
- Vasco Pérez Mariño (1333-1343)
- Álvaro Pérez de Viedma (1343-1351)
- Juan Cardallac (1351-1361)
- Alfonso Pérez Noya (1362-1367)
- Juan García Manrique (1368-1376)
- García (1379-1382)

## Évêques du diocèse suffragant de l'archidiocèse de Saint-Jacques-de-Compostelle
- Pascual García (1383-1390)
- Diego Anaya Maldonado (1390-1392)
- Pedro Díaz (1392-1408)
- Francisco Alfonso (1409-1419)
- Alfonso de Cusanza (1420-1424)
- Álvaro Pérez Barreguín (1424-1425)
- Diego Rapado (1425-1443)
- Juan de Torquemada, O.P. (1443-1445)
- Pedro Silva (1447-1462)
- Alonso López de Valladolid (1466-1469)
- Diego de Fonseca (1471-1474)
- Antonio Pallavicini Gentili (1486-1507)
- Pedro Isaulles y Rijolis (1508-1511)
- Orlando Carretto della Rovere (1511-1512) (aussi archevêque d'Avignon)
- Orlando de la Rubiere (1511-1527)
- Fernando de Valdés (1530-1532) (aussi évêque d'Oviedo)
- Rodrigo Mendoza Manrique (1532-1537) (aussi évêque de Salamanque)
- Antonio Ramírez de Haro (1537-1539) (aussi évêque de Ciudad Rodrigo)
- Fernando Niño de Guevara (1539-1542) (aussi archevêque de Grenade)
- Francisco Manrique de Lara (1542-1556) (aussi évêque de Salamanque)
- Francisco Blanco Salcedo (1556-1565) (aussi évêque de Malaga)
- Fernando Tricio Arenzana (1565-1578) (aussi évêque de Salamanque)
- Juan de Sanclemente Torquemada (1578-1587) (aussi archevêque de Saint-Jacques-de-Compostelle)
- Pedro González Acevedo (1587-1594) (aussi évêque de Plasencia)
- Miguel Ares Canaval (1594-1611)
- Sebastián Bricianos, O.F.M. (1611-1617)
- Pedro Ruiz Valdivieso (1617-1621)
- Juan de la Torre Ayala (1621-1626) (aussi évêque de Ciudad Rodrigo)
- Juan Venido Castilla, O.F.M. (1626-1631)
- Diego Zúñiga Sotomayor (1631-1634) (aussi évêque de Zamora)
- Luis García Rodríguez (1634-1637) (aussi évêque d'Astorga)
- Juan Velasco Acevedo (1637-1642)
- Antonio Paiño Sevilla Osorio (1643-1653) (aussi évêque de Zamora)
- Alfonso de Sanvitores de la Portilla (1653-1659)
- José de la Peña (1659-1663)
- Francisco Rodríguez Castañón (1663-1667)
- Baltasar de los Reyes (1668-1673)
- Diego Ros de Medrano (1673-1694)
- Damián Cornejo (1694-1706)
- Juan Arteaga Dicastillo (11 avril 1707-17 septembre 1707)
- Marcelino Siuri Navarro (1708-1717) (aussi évêque de Cordoue)
- Juan Muñoz de la Cueva, O.SS.T. (1717-1728)
- Andrés Cid de San Pedro Fernández, O. Cist. (1728-1734)
- Ramón Francisco Agustín Eura, O.S.A. (1738-1763)
- Francisco Galindo Sanz, O.M. (1764-1769)
- Alsonso Francisco Arango (1769-1775)
- Pedro Benito Antonio Quevedo y Quintano (1776-1818)
- Dámaso Egidio Iglesias Lago (1818-1840)
- Juan Manuel Bedoya (1847) (élu)
- Pedro José Zarandia Endara (1847-1851) (aussi évêque de Huesca)
- Luis de la Lastra y Cuesta (1852-1857) (aussi archevêque de Valladolid)
- José Avila Lamas (1857-1866)
- José La Cuesta Maroto (1866-1871)
- Cesáreo Rodrigo y Rodríguez (1875-1895)
- Pascual Carrascosa y Gabaldón (1895-1904)
- Eustaquio Ilundáin y Esteban (1904-1920) (aussi archevêque de Séville)
- Florencio Cerviño y González (1921-1941)
- Francisco Blanco Nájera (1944-1952)
- Angel Temiño Sáiz (1952-1987)
- José Diéguez Reboredo (1987-1996) (aussi évêque de Tui-Vigo)
- Carlos Osoro Sierra (1996-2002) (nommé archevêque d'Oviedo)
- Luis Quinteiro Fiuza (2002-2010)[1]
- Leonardo Lemos Montanet (es) (depuis 2011)